# Клисорија
Клисорија (грч. Κλεισώρεια) је насељено место у општини Горуша у периферији Западна Македонија, Грчка. Према попису из 2021. године било је 35 становника.
Према бугарском географу и историчару, Василу Канчову, у Клисорији је 1900. године живео 237 Грка. Клисорија се налази у области Населица, која је некада била насељена словенским становништвом које је касније хеленизовано. Село се раније звало Трапатуш.